# Инаугурация Ричарда Никсона (1969)
Первая инаугурация Ричарда Никсона в качестве 37-го Президента США состоялась 20 января 1969 года. Одновременно к присяге был приведён Спиро Агню как 39-й вице-президент США. Президентскую присягу проводил Председатель Верховного суда США Эрл Уоррен, а присягу вице-президента принимал сенатор Эверетт Дирксен.
В ходе инаугурации Никсон принял присягу на двух Библиях, обе из которых были семейными реликвиями. Инаугурация Никсона также включала официальную трёхконфессиональную молитву, открытую для публики, в Западной аудитории Государственного департамента. Данная церемония инаугурации также включала в себя последнюю президентскую присягу, которую принёс главный судья Уоррен.

## Галерея

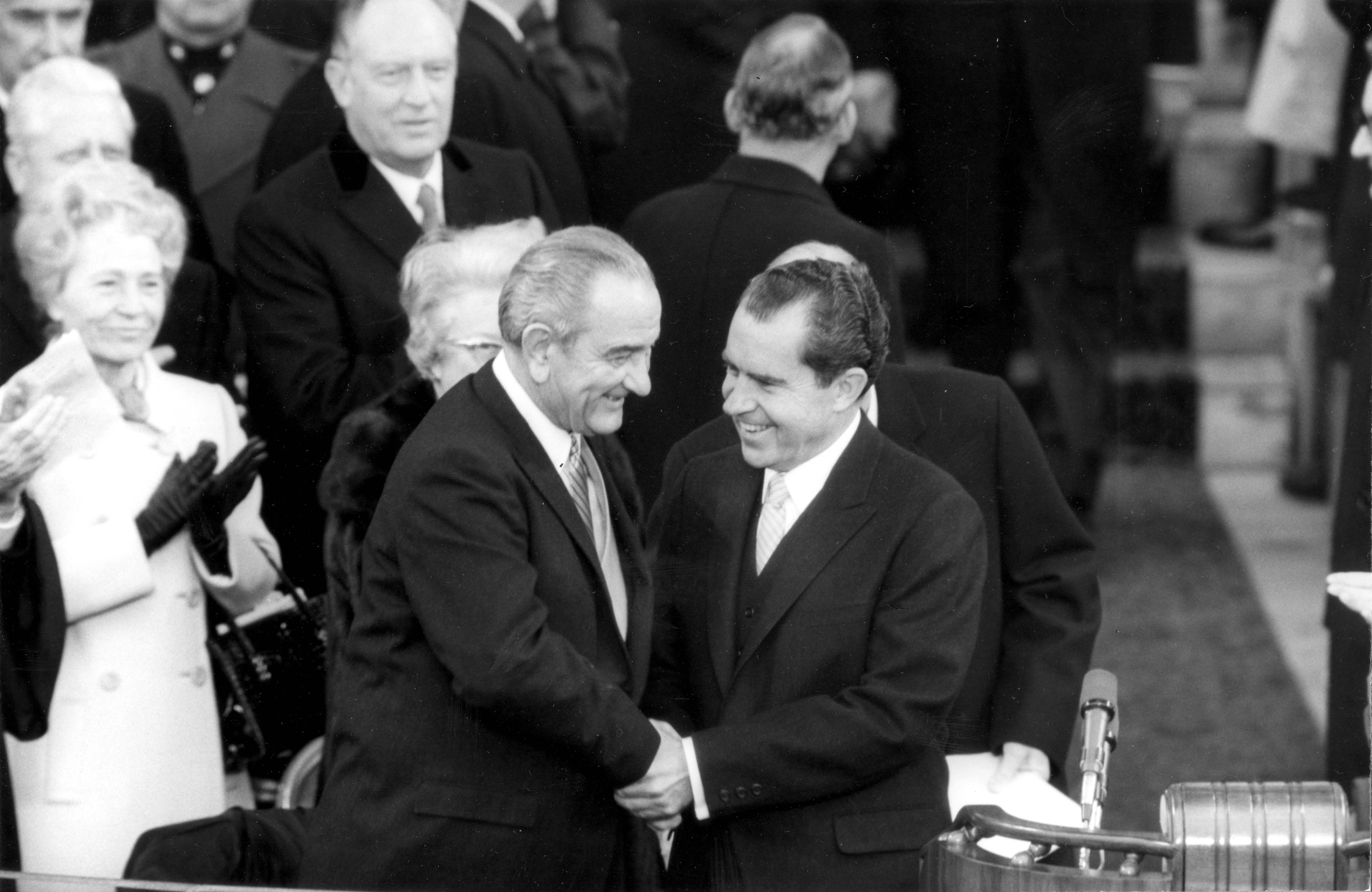
Президенты Джонсон и Никсон на инаугурации
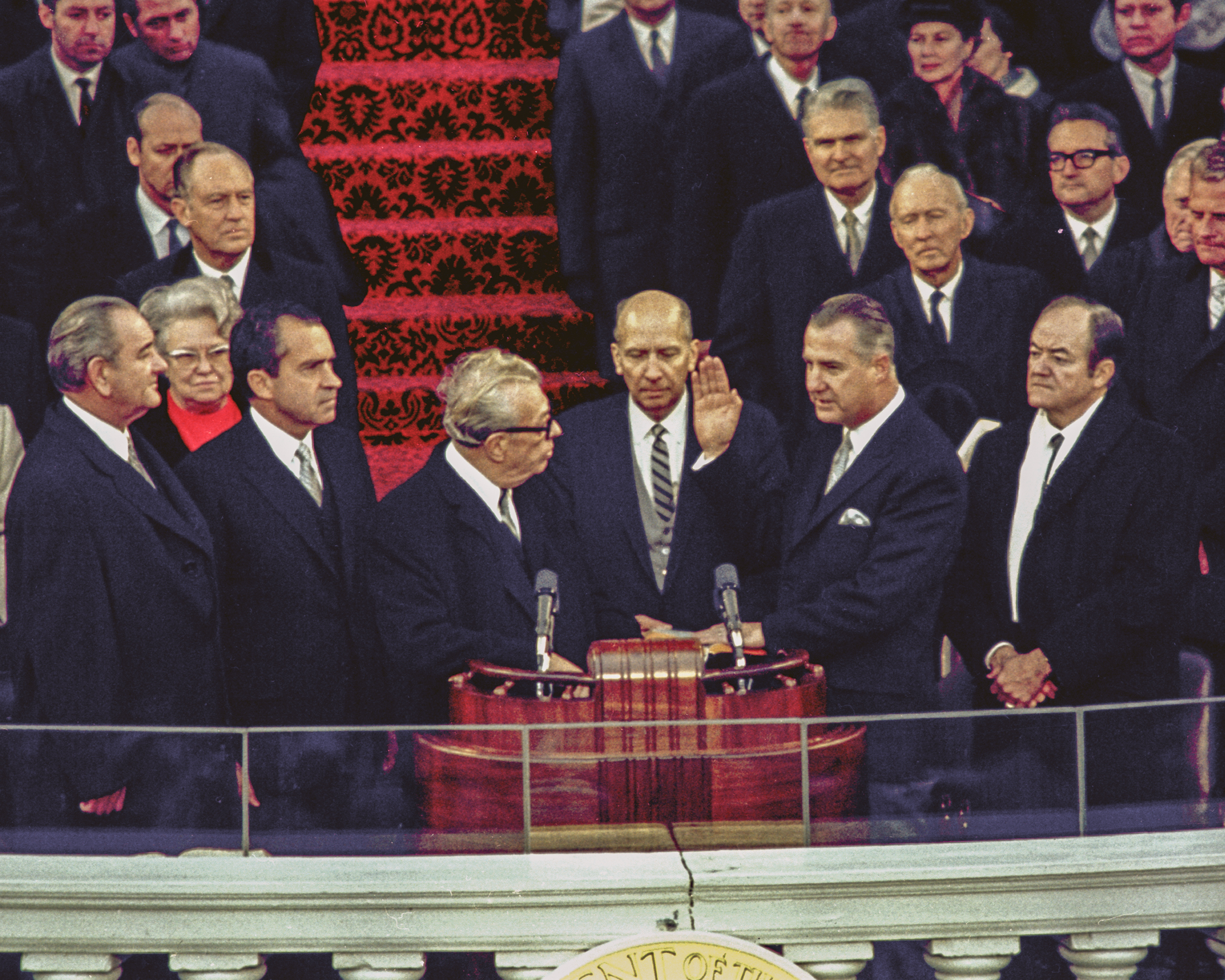
Вице-президентская инаугурация Спиро Агню
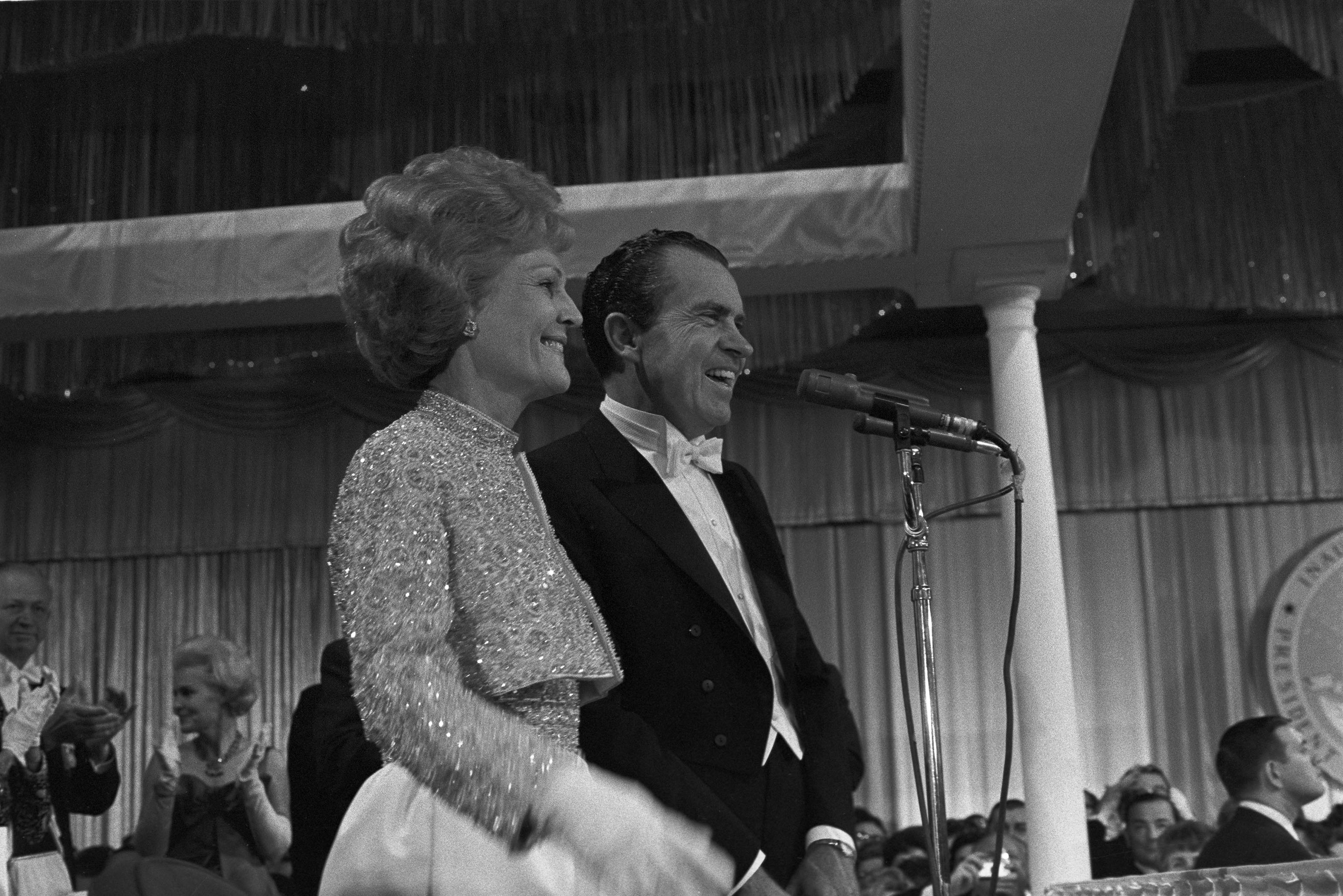
Никсон с женой Пэт на инаугурационном балу